# (37320) 2001 QF51
2001 QF51 (asteroide 37320) é um asteroide da cintura principal. Possui uma excentricidade de 0.15150350 e uma inclinação de 2.59539º.
Este asteroide foi descoberto no dia 16 de agosto de 2001 por LINEAR em Socorro.